# Kayō
Pour les articles homonymes, voir Kayo.
Kayō (賀陽町, Kayō-chō) est le nom d'un ancien bourg situé dans le district de Jōbō de la préfecture d'Okayama au Japon.
En 2003, le bourg comptait une population de 8 188 habitants pour une densité de 64,18 personnes par km², sur une superficie de 127,58 km2.
Le 1er octobre 2004, Kayō est fusionné avec Kamogawa (du district de Mitsu) pour créer le bourg de Kibichūō (dans le district nouvellement créé de Kaga).

## Source de la traduction
- (en) Cet article est partiellement ou en totalité issu de l’article de Wikipédia en anglais intitulé « Kayō, Okayama » (voir la liste des auteurs).